# 프레드 호일
프레드 호일 경(영어: Sir Fred Hoyle, FRS, 1915년 6월 24일 ~ 2001년 8월 20일)은 정상우주론을 처음 주장한 것으로 유명한 영국의 천문학자이자 이론물리학자이다.

## 생애
잉글랜드의 웨스트요크셔주에 있는 빙글리(Bingley, West Yorkshire)에서 태어나 케임브리지 대학교에서 수학했다.
1940년 스물다섯 살 때 영국군에 입대하여 레이더 연구에 참여했고, 이후 미국으로 건너가 맨해튼 프로젝트에 참여해 핵반응을 처음 배웠다. 전쟁이 끝난 후 케임브리지 대학교로 돌아온 호일은 10년 동안 별에서 진행되는 핵반응 연구에 몰입했다.
1967년부터 1973년까지 케임브리지 대학교 천문학 연구소(Institute of Astronomy, Cambridge) 초대 연구소장을 지냈다.

## 업적
1954년 케임브리지 대학교 세인트존스 칼리지 강사로 재직할 때, 삼중 알파 과정이라는 매커니즘을 통해 헬륨이 탄소로 변하는 핵융합 반응을 처음으로 상술했다.
오래된 별의 중심에서 헬륨-4(알파입자)가 농축되고, 충돌하는 두 알파입자는 쉽게 융합해 4개의 양성자와 4개의 중성자를 포함하는 베릴륨-8을 형성한다. 베릴륨-8에 알파입자 하나를 추가하면 탄소-12가 된다. 그러나 베릴륨-8은 극도로 불안정해 1000조 분의 1초도 안 되는 찰나에 더 작은 조각으로 분해된다. 따라서 본래 탄소-12는 자연상태에서 존재하기 어렵다. 하지만 여러 과학자들의 측정에 따르면 우주에서 탄소는 4번째로 풍부한 원소이다. 이러한 모순은 자연의 우연이 해결하는데, 탄소-12의 핵은 7.68메가볼트의 에너지량에 공명하는 특성이 있기에 베릴륨-8이 붕괴하는 것보다 훨씬 빨리 알파입자를 낚아챌 수 있다. 호일은 적당한 조건 아래에서 삼중 알파 과정이 일어나 탄소-12 생성 속도가 약 10억 배 증가할 수 있다고 추정했다. 이런 조건을 호일 상태라 하는데, 나중에 호일 상태의 존재가 실제로 확인되면서 호일은 천제 물리학의 총아로 떠올랐다.
한편, 호일은 우주 안의 물질과 에너지가 없어지면 그만큼 계속 대체되어 정상 상태를 유지한다는 우주 이론인 정상우주론을 옹호했다. 그는 빅뱅 이론에 대해서는 강하게 반대했지만, 아이러니하게도 '빅뱅'이라는 이름을 붙인 사람도 그였다. 이후 우주 마이크로파 배경의 발견으로 정상우주론이 폐기되자, 그는 핵합성에 대한 이론에 관한 연구에 몰두했다.
그는 기존 이론에 대한 끊임없는 도전자이기도 했다. 지구상의 생명체가 우주에서 비롯했다는 범종설을 옹호했고, 이를 확장하여 혜성에서 온 바이러스가 생명의 시초라고 주장했다. 전 세계적인 바이러스 전염병의 주범이 우주에서 온 바이러스라고도 목청을 높였다. 또한 호일은 석유와 천연가스가 지구 맨틀 깊숙한 곳에서 비생물적 과정을 통해 생겼다는 가설을 강하게 고집했다. 사사건건 기존 학설에 도전하는 까닭을 묻자, 호일은 답했다. "옳지만 지루한 것보다 틀렸어도 흥미로운 것이 낫다."

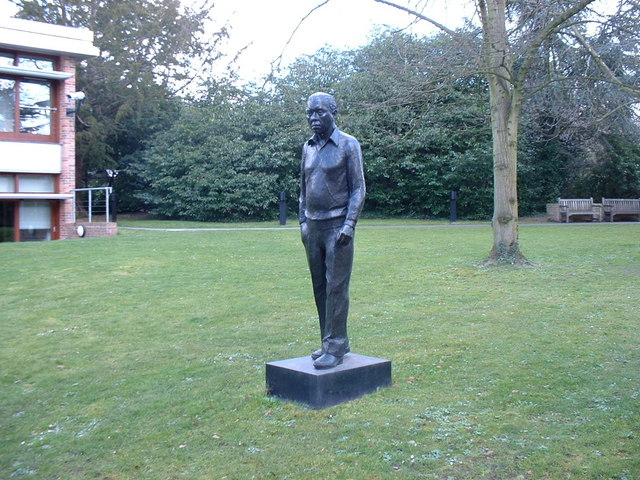
케임브리지 대학교 천문학 연구소에 있는 프레드 호일 동상

## 상훈
- 1972년 기사작위(Knight Bachelor) 서임[1]
- 1974년 로열 메달
- 1997년 크라포르드상

## 참고 문헌